# BITNET
因时网（BITNET；Because It's Time Network）是1980年代由美国纽约市立大学和耶鲁大学的研究者们建立的一个学术研究网络，也是今天互联网的雏形，如ARPA网一样。虽然依照今天的标准BITNET显得非常简陋，但它的功能已基本成形：提供收发电子邮件、交换文件以及在空间内共同分享文字信息。

## 历史
1981年，纽约市立大学的伊拉·法奇和耶鲁大学的格里登·弗里曼建立的协作大学网络，最初连接了耶鲁大学和纽约市立大学。